# Майорці чепурні
Майорці чепурні (Zinnia elegans) є однорічною квітучою рослиною з родини айстрових. Походить із Мексики, але вирощується як декоративна рослина в багатьох місцях і натуралізована у кількох місцях, включаючи розкидані місця в Південній і Центральній Америці, Вест-Індії, Сполучених Штатах, Австралії, Італії.
В Україні вид росте на всій території в садах, парках і скверах.

## Опис
Некультивована рослина виростає приблизно до 15 см у висоту. Має поодинокі квіткові головки діаметром ≈ 5 см. Пурпурові променеві квіточки оточують чорні та жовті дискові. Ланцетні листки розташовані супротивно квітковим головкам. Цвітіння припадає на літні місяці.